# Patrick Mendy
Patrick Mendy, né le 26 septembre 1990, est un boxeur et vidéaste Sénégalo-Britannique.

## Carrière professionnelle
Mendy affronta son premier combat professionnel le 6 mars 2009 et sa carrière commença mal, perdant ses deux premiers combats contre les débutants Travis Dickinson et Tobias Webb. Cependant, il allait remporter ses deux prochains combats, l'un contre le débutant Matt Jack et le suivant contre Luke Allon.
Le 30 juin 2010, Mendy participa à la 13ème édition du tournoi Prizefighter et se révéla le vainqueur potentiel de la compétition. Il entra dans la compétition essuyant une défaite contre l'invaincu Kenny Anderson. Lors de son premier combat, il battit Sam Horton par Knockout dès le premier tour et battit le record du le KO le plus rapide de tous les temps au sein du tournoi Prizefighter à 82 secondes (1 minute et 22 secondes). En demi-finale, il battit Daniel Cadman par décision unanime avec toutes les feuilles de scores relevant 29-28 en faveur de Mendy. Lors de la finale, il affronta en forme Paul David et remporta la compétition de nouveau par décision unanime et reçut la somme de £32,000 (environ 38 000 €) pour sa victoire, les feuilles de scores des juges étaient toutes en faveur de Mendy, 29-28, 29-28, 30-27. Lors de ce tournoi, il battit trois records marquants :
- Le plus jeune adversaire Prizefighter de tous les temps (19 ans et 276 jours)
- Le plus jeune vainqueur Prizefighter de tous les temps (19 ans et 276 jours)
- Le KO le plus rapide de tous les temps (Contre Sam Horton en 82 secondes)

« J'ai cru en moi-même et j'ai déclaré au début que je le remporterais - il n'y avait aucun doute là-dessus » Patrick Mendy
Le 22 novembre 2014, Mendy affronta le boxeur polonais Robert Swierzbinski à Białystok, en Pologne. Mendy remporta le combat par décision unanime et reçut la toute première ceinture professionnelle de sa carrière - WBF dans la division des poids moyens.

## Record de boxe professionnelle
| Numéro | Résultat  | Record  | Adversaire             | Type                   | Tour, temps  | Date              | Endroit                                                    | Remarques                                            |
| ------ | --------- | ------- | ---------------------- | ---------------------- | ------------ | ----------------- | ---------------------------------------------------------- | ---------------------------------------------------- |
| 39     | Victoire  | 19–17–3 | Karwan Al Bewani       | KO technique           | 5 (10), 2:21 | 21 mai 2021       | Hyatt Regency Belgrade, Serbie                             |                                                      |
| 38     | Défaite   | 18–17–3 | Alexander Rigas        | Décision à la majorité | 8            | 26 septembre 2020 | Classic Remise, Düsseldorf, Allemagne                      |                                                      |
| 37     | Défaite   | 18–16–3 | Fédor Tcherkachine     | KO                     | 7 (8), 1:58  | 7 mars 2020       | Hala Sportowa, Łomża, Pologne                              |                                                      |
| 36     | Défaite   | 18–15–3 | Robert Parzęczewski    | Décision unanime       | 10           | 4 octobre 2019    | Hala Sportowa, Częstochowa, Pologne                        |                                                      |
| 35     | Défaite   | 18–14–3 | Richard Bolotnik       | Décision à la majorité | 8            | 23 mars 2019      | Riga Arena, Riga, Lettonie                                 |                                                      |
| 34     | Victoire  | 18–13–3 | Dmitry Chudinov        | Décision unanime       | 8            | 24 novembre 2017  | Frederiksberg-Hallerne, Frederiksberg, Danemark            |                                                      |
| 33     | Match nul | 17–13–3 | Niklas Räsänen         | Décision à la majorité | 10           | 26 août 2017      | Olavinlinna, Savonlinna, Finlande                          |                                                      |
| 32     | Défaite   | 17–13–2 | Stefan Härtel          | Décision unanime       | 10           | 17 juin 2017      | Arena Wetzlar, Wetzlar, Allemagne                          |                                                      |
| 31     | Défaite   | 17–12–2 | Ali Akhmedov           | Décision unanime       | 8            | 11 mars 2017      | Hala MOSiR, Siemiatycze, Pologne                           |                                                      |
| 30     | Match nul | 17–11–2 | Apti Ustarkhanov       | Décision partagée      | 12           | 10 décembre 2016  | Palais des sports Krylia Sovetov, Moscou, Russie           | Pour le titre IBO Intercontinental des super-moyens. |
| 29     | Défaite   | 17–11–1 | Lolenga Mock           | Décision à la majorité | 10           | 4 juin 2016       | Frederiksberg-Hallerne, Frederiksberg, Danemark            |                                                      |
| 28     | Victoire  | 17–10–1 | Oscar Ahlin            | Décision unanime       | 8            | 23 avril 2016     | Johanneshov, Stockholm, Suède                              |                                                      |
| 27     | Défaite   | 16–10–1 | Hassan N'Dam N'Jikam   | Décision unanime       | 8            | 12 mars 2016      | Palais des sports, Levallois-Perret, France                |                                                      |
| 26     | Défaite   | 16–9–1  | Kamil Szeremeta        | Décision unanime       | 8            | 26 septembre 2015 | Atlas Arena, Łódź, Pologne                                 |                                                      |
| 25     | Victoire  | 16–8–1  | Robert Swierzbinski    | Décision unanime       | 12           | 22 novembre 2014  | Sport Hall, Białystok, Pologne                             | A remporté le titre vacant des poids moyens WBF.     |
| 24     | Défaite   | 15–8–1  | Arif Magomedov         | Décision unanime       | 12           | 9 août 2014       | Open-Air Bike Show, Sébastopol, Russie                     | Pour le titre WBA Intercontinental des poids moyens. |
| 23     | Victoire  | 15–7–1  | Virgilijus Stapulionis | Décision par points    | 6            | 23 février 2014   | York Hall, Londres, Angleterre                             |                                                      |
| 22     | Défaite   | 14–7–1  | Callum Smith           | KO technique           | 1 (10), 2:53 | 21 septembre 2013 | Olympia, Liverpool, Angleterre                             | Pour le titre vacant des super-moyens BBBofC.        |
| 21     | Match nul | 14–6–1  | Dmitry Chudinov        | Décision par points    | 8            | 20 juillet 2013   | Wembley Arena, Londres, Angleterre                         |                                                      |
| 20     | Défaite   | 14–6    | Patrick Nielsen        | Décision unanime       | 12           | 9 février 2013    | Blue Water Dokken, Esbjerg, Danemark                       | Pour le titre WBA Intercontinental des poids moyens. |
| 19     | Victoire  | 14–5    | Norbert Szekeres       | Décision par points    | 6            | 2 juin 2012       | ExCeL London, Londres, Angleterre                          |                                                      |
| 18     | Défaite   | 13–5    | Bradley Pryce          | Décision par points    | 10           | 24 mars 2012      | Ponds Forge Arena, Sheffield, Angleterre                   |                                                      |
| 17     | Victoire  | 13–4    | Andrejs Loginovs       | Décision par points    | 4            | 21 novembre 2011  | Big Top, Londres, Angleterre                               |                                                      |
| 16     | Victoire  | 12–4    | Tony Randell           | Décision par points    | 4            | 27 octobre 2011   | Millennium Hotel, Londres, Angleterre                      |                                                      |
| 15     | Victoire  | 11–4    | Paul Samuels           | Décision par points    | 6            | 30 avril 2011     | Olympia, Londres, Angleterre                               |                                                      |
| 14     | Victoire  | 10–4    | Ruslans Pojonisevs     | Décision par points    | 4            | 24 mars 2011      | Manor Park, Clydach, Pays de Galles                        |                                                      |
| 13     | Victoire  | 9–4     | Jamie Ambler           | Décision par points    | 4            | 6 novembre 2010   | Newport Centre, Newport, Pays de Galles                    |                                                      |
| 12     | Victoire  | 8–4     | Paul David             | Décision unanime       | 3            | 30 juin 2010      | York Hall, Londres, Angleterre                             |                                                      |
| 11     | Victoire  | 7–4     | Daniel Cadman          | Décision unanime       | 3            | 30 juin 2010      | York Hall, Londres, Angleterre                             |                                                      |
| 10     | Victoire  | 6–4     | Sam Horton             | KO technique           | 1 (3)        | 30 juin 2010      | York Hall, Londres, Angleterre                             |                                                      |
| 9      | Défaite   | 5–4     | Kenny Anderson         | Décision par points    | 8            | 15 mars 2010      | Radisson Hotel, Glasgow, Écosse                            |                                                      |
| 8      | Victoire  | 5-3     | Ally Morrison          | Décision par points    | 4            | 1er décembre 2009 | Sheraton Hotel, Londres, Angleterre                        |                                                      |
| 7      | Victoire  | 4-3     | Sam Couzens            | Décision par points    | 4            | 18 novembre 2009  | Royal Lancaster Hotel, Londres, Angleterre                 |                                                      |
| 6      | Victoire  | 3-3     | Marlon Reid            | Décision par points    | 4            | 24 octobre 2009   | Riviera International Conference Centre, Devon, Angleterre |                                                      |
| 5      | Défaite   | 2-3     | Jez Wilson             | Décision par points    | 8            | 18 juillet 2009   | Doncaster Racecourse, Doncaster, Angleterre                |                                                      |
| 4      | Victoire  | 2-2     | Luke Allon             | Décision par points    | 6            | 6 juin 2009       | Leisure Complex, Beverley, Angleterre                      |                                                      |
| 3      | Victoire  | 1-2     | Matt Jack              | Décision par points    | 4            | 22 mars 2009      | York Hall, Londres, Angleterre                             |                                                      |
| 2      | Défaite   | 0-2     | Tobias Webb            | Décision par points    | 4            | 14 mars 2009      | Manchester Arena, Manchester, Angleterre                   |                                                      |
| 1      | Défaite   | 0-1     | Travis Dickinson       | Décision par points    | 4            | 6 mars 2009       | Robin Park Centre, Wigan, Angleterre                       |                                                      |

## YouTubeur
A partir de mars 2013, Mendy commence à publier des sketchs humoristiques sur YouTube. Il a fait partie de la Why Tea Fam, un collectif de youtubeurs humoristiques ayant rassemblé Jérémy Nadeau, Florian Nguyen, Andy, Nadia Richard, Brice Duan, Jimmy Charlon, Aziatomik, Avner Peres, Le Rire Jaune, Jigmé, et Mélina Demeusy. 